# Romuald Lacazette
Romuald Lacazette (* 3. Januar 1994 in Paris) ist ein französischer Fußballspieler. Er steht seit August 2024 bei Türkgücü München unter Vertrag und läuft für die Nationalmannschaft von Saint-Martin auf.

## Laufbahn

### Anfänge in Frankreich
Lacazette begann beim Paris FC im Jahr 2001 mit dem Fußballspielen. Nach einer Zwischenstation beim Centre de Formation de Football de Paris spielte er ab 2007 in der Nachwuchsabteilung von Paris Saint-Germain. Er gehörte in den Altersstufen U16 und U18 auch zum Aufgebot der französischen Nationalmannschaft. Für die U16 lief er in neun Freundschaftsspielen auf und schoss ein Tor, in der U18 kam er zweimal zum Einsatz. 2012/13 spielte er sechsmal für PSG in der NextGen Series. Im Sommer 2013 rückte er zur CFA-Mannschaft von PSG auf, nachdem er im Vorjahr bereits bei zwei Spielen ohne Einsatz zum Kader gehört hatte. In den folgenden beiden Spielzeiten wurde er jeweils 23-mal eingesetzt. Er saß im Frühjahr 2015 auch zweimal bei der ersten Mannschaft in der Ligue 1 auf der Bank, kam aber nicht zum Einsatz.

### Zwischen München und Darmstadt
Nachdem er in Paris keinen neuen Vertrag bekommen hatte, absolvierte er ein Probetraining beim TSV 1860 München. Am 18. Juli 2015 unterschrieb er beim deutschen Zweitligisten einen Vertrag bis 2017. Er wurde zunächst in drei Testspielen eingewechselt. Beim Pokalspiel gegen die TSG Hoffenheim gehörte er zum 18er-Kader, wurde aber nicht eingesetzt. In der folgenden Zeit wurde er nicht mehr nominiert. Im August lief er zweimal für die Reserve in der Regionalliga Bayern auf und schoss in beiden Spielen je ein Tor – seine ersten Tore im Erwachsenenfußball. Ende des Monats verletzte er sich im Training und fiel mit einer Teilruptur des Syndesmosebandes im Knöchel mehrere Monate lang aus. Mitte November wurde er wieder in der zweiten Mannschaft eingesetzt. Im Dezember gehörte er bei allen Spielen der Profis zum Kader, zum Einsatz kam er aber erst im letzten Spiel des Jahres. Am 20. Dezember 2015 stand er beim Auswärtsspiel in Freiburg in der Startaufstellung und gab damit sein Debüt im Profifußball. Nach dem Abstieg des TSV in der Saison 2016/17 und dem folgenden Absturz in die viertklassige Regionalliga Bayern verließ er den Verein.
Zur Saison 2017/18 schloss sich Lacazette dem Bundesliga-Absteiger SV Darmstadt 98 an, bei dem er einen Vertrag bis zum 30. Juni 2020 erhielt. Am 29. Juli 2017 gab er beim 1:0-Heimsieg gegen die SpVgg Greuther Fürth sein Debüt für die Lilien, als er in der 80. Spielminute für den verletzten Fabian Holland eingewechselt wurde. In Darmstadt konnte er sich allerdings nicht durchsetzen und kam nur 3-mal in der 2. Bundesliga zum Einsatz.
Ende August 2018 kehrte Lacazette bis zum Ende der Saison 2018/19 auf Leihbasis zum TSV 1860 München zurück, der in der Vorsaison in die 3. Liga aufgestiegen war. Unter dem Cheftrainer Daniel Bierofka konnte er sich nicht durchsetzen und kam lediglich in 11 Drittligaspielen (6-mal in der Startelf) zum Einsatz. Daneben spielte er einmal in der zweiten Mannschaft in der fünftklassigen Bayernliga Süd.
Nach dem Leihende einigte sich der Spieler mit Darmstadt 98 auf eine Vertragsauflösung.

### Unterklassiger Bereich
Zu Beginn der Saison 2020/21 unterschrieb er nach einem Jahr ohne Verein beim FC Villefranche einen Vertrag. In der National (D3) kam er in dieser Saison auf acht Einsätze und erreichte mit seiner Mannschaft den dritten Platz. Villefranche verließ er nach der Saison 2020/21. Nach erneut mehreren Monaten ohne Klub schloss Lacazette sich im November 2021 in Deutschland dem fünftklassigen TSV 1880 Wasserburg an. Nach nur zwei Einsätzen in der Bayernliga zog er im Februar 2022 weiter in die Schweiz zum viertklassigen Lancy FC. Dort spielte er neunmal in der 1. Liga.
Zur Saison 2022/23 wechselte er nach Österreich zum viertklassigen FC Wacker Innsbruck. In seiner ersten Saison erzielte er in 25 Einsätzen 5 Tore.
Kurz nach Beginn der Saison 2024/25 schloss such Lacazette dem Regionalligisten Türkgücü München an.

## Privates
Lacazette ist ein Cousin des Fußballspielers Alexandre Lacazette.